# Áreas protegidas do Peru

## Classificação no Peru

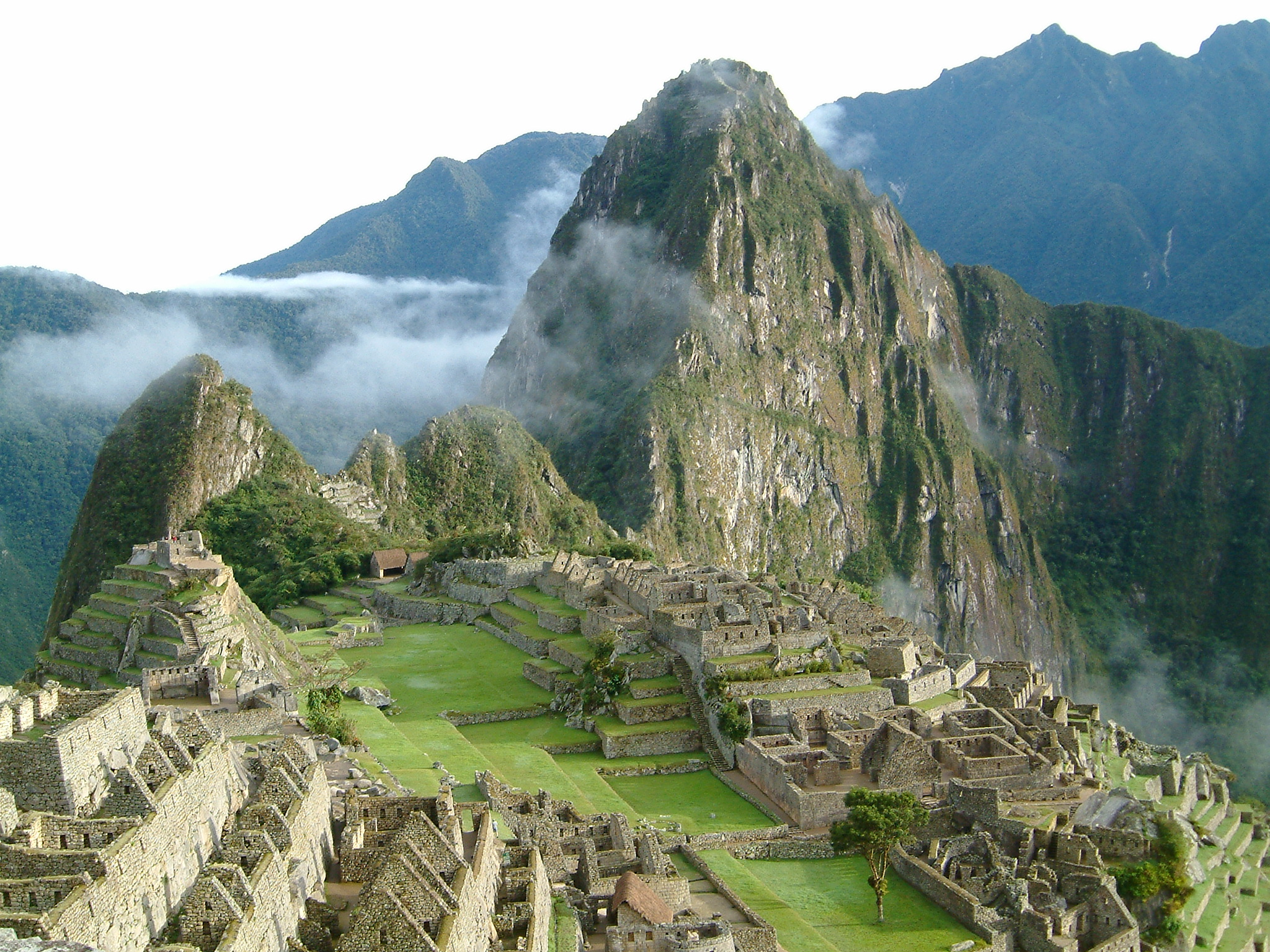
Parque Arqueológico de Machu Picchu, uma área protegida do tipo "santuário histórico".

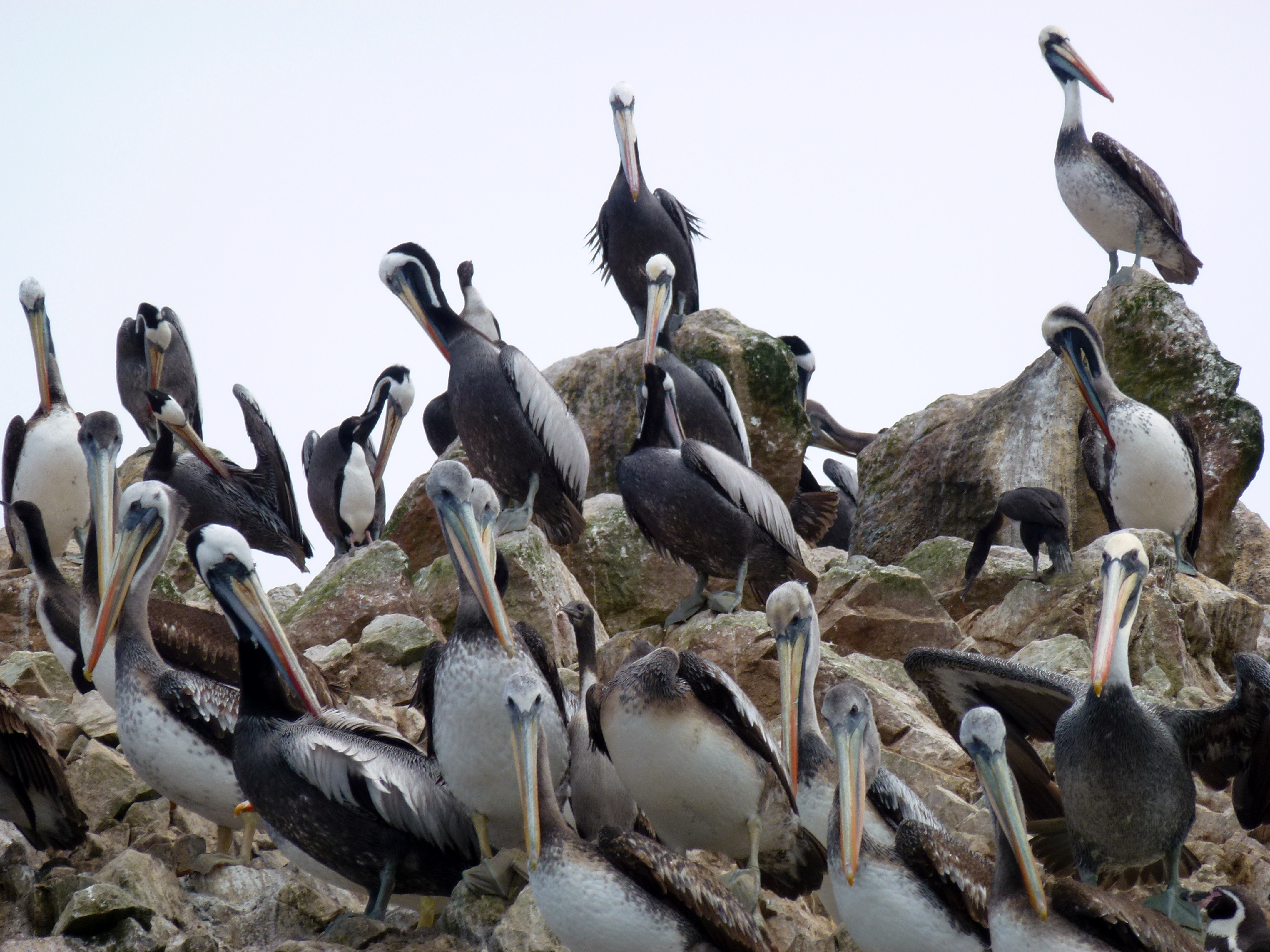
As áreas protegidas são o principal instrumento de conservação da natureza. Imagem: Reserva nacional de Paracas.

As áreas protegidas do Peru podem ser classificadas de acordo com quem as administra, em três grupos:
- As ANP que pertencem ao "Sistema Nacional de Áreas Naturais Protegidas pelo Estado" (SINANPE), administradas pelo governo nacional;
- As áreas de conservação regionais (ACR), administradas pelos Governos Regionais; e
- As áreas de conservação privadas (ACP), administradas por pessoas particulares.

## Áreas protegidas do SINANPE
O "Sistema Nacional de Áreas Naturais Protegidas pelo Estado" (SINANPE) é o conjunto das áreas naturais protegidas que estão sob administração direta do governo central.
Organicamente, o sistema encontra-se sob a jurisdição do Serviço Nacional de Áreas Naturais Protegidas pelo Estado (SERNANP), entidade sob jurisdição do Ministério do Ambiente. Antes da criação do Ministério do Ambiente, achava-se sob jurisdição do Ministério de Agricultura através do Instituto Nacional de Recursos Naturais (INRENA),
Em 2011, o SINANPE é composto por 77 áreas naturais protegidas (19.528.864,27 ha). Se considerarem-se as Áreas de Conservação Regional - ACR (15, com uma superfície protegida de 2.405.558,82 ha) e as Áreas de Conservação Privada - ACP (61, com 253.589,00 ha) o território total protegido no país é de 22.163.003,71 ha, cerca de 16,93% do total nacional.

## Categorias
Existem diversas opções de categorias de área natural protegida no país, cujos objetivos de proteção variam gradualmente. Segundo sua condição legal, finalidade e usos permitidos, essas áreas pode ser classificadas como de uso direto e de uso indireto.

### Áreas de uso indireto
As Áreas de uso indireto são aquelas de proteção intangível, nas que não se permite a extração de recursos naturais e nenhum tipo de modificação do ambiente natural. Estas áreas só permitem a investigação científica não manipulava, e atividades turísticas, recreativas, educativas e culturais sob condições devidamente reguladas. São áreas de uso indireto:
- Parques nacionais (PN): criados em áreas que possuem amostras representativas das grandes unidades ecológicas do país. Neles se protege a integridade ecológica de um ou mais ecossistemas, as associações de flora e fauna silvestre, os processos evolutivos, bem como características paisajísticas e culturais. Neles não se podem desenvolver atividades pastoris, madeireiras ou mineiras, ou nenhuma outra que suponha a exploração dos recursos naturais
- Santuários nacionais (SN): áreas onde se protege o habitat de uma espécie ou uma comunidade de flora e fauna, bem como formações naturais de interesse científico e paisajístico e de importância nacional.
- Santuários históricos (SH): áreas que além de proteger espaços que contêm valores naturais relevantes, constituem amostras do patrimônio monumental e arqueológico do país ou são sítios onde ocorreram eventos importantes da história nacional.

### Áreas de uso direto
São aquelas que permitem o aproveitamento de recursos naturais, prioritariamente pelas populações locais, sob os delineamentos de um Plano de Manejo, aprovado e supervisionado pela autoridade nacional competente. São áreas de uso direto:
- Reservas Nacionais (RN): áreas destinadas à conservação da diversidade biológica e à utilização sustentável, inclusive comercial, dos recursos de flora e fauna silvestre, de acordo com planos de manejo, impedidas atividades de aproveitamento florestal comercial com fins madeireiros.
- Reservas Paisajísticas (RP): áreas onde se protegem ambientes cuja integridade geográfica mostra uma relação harmoniosa entre o homem e a natureza, albergando por isso importantes valores naturais, culturais e estéticos. Se o zoneamento da área assim o prevê, podem permitir o uso tradicional de recursos naturais, os usos científicos e turísticos e os assentamentos humanos. São vedadas as atividades que signifiquem mudanças notáveis nas características da paisagem e nos valores da área.
- Bosques de Proteção (BP): áreas criadas para proteger as bacias hídricas altas ou coletoras, as margens dos rios e de outros cursos de água, e, em geral, proteger terras frágeis contra a erosão. Neles se permite o uso de recursos e o desenvolvimento de atividades que não afetem a cobertura vegetal, os solos frágeis ou cursos d'água.
- Reservas Comunais (RC): áreas destinadas à conservação da flora e fauna silvestre em benefício das populações rurais vizinhas, as quais, por realizar um uso tradicional comprovado, têm preferência no uso dos recursos do área. O uso e comercialização de recursos deve ocorrer de acordo com planos de manejo, aprovados e supervisionados pela autoridade e conduzidos pelos mesmos beneficiários.
- Cotos de Caça (CC): são áreas destinadas ao aproveitamento da fauna silvestre através da prática regulada da caça desportiva.
- Refúgios de Vida Silvestre (RVS): áreas que requerem intervenção ativa para garantir a manutenção e recuperação de habitats e populações de determinadas espécies. Proibido o aproveitamento comercial de recursos naturais que possa provocar alterações significativas em habitat.

#### Zonas Reservadas (ZR)
Além das categorias mencionadas, as Zonas Reservadas são criadas naqueles territórios que, reunindo as condições para ser consideradas como áreas naturais protegidas, requerem a realização de estudos complementares para determinar, entre outras coisas, sua extensão e categoria. As Zonas Reservadas também fazem parte do SINANPE.
Esta  categoria de área tem caráter transitório, sendo substituída por outra categoria após a realização dos estudos complementares que se faziam necessários.